# Marco Vinholi
Marco Antonio Scarasati Vinholi  (São Paulo, 18 de Setembro de 1984) é um administrador, economista, empreendedor, comunicador e político brasileiro. Vinholi foi o líder do Partido da Social Democracia Brasileira (PSDB) na Assembleia Legislativa de São Paulo (ALESP). Assumiu em Janeiro de 2019 a cadeira de secretário de Desenvolvimento Regional do Estado de São Paulo, no Governo de João Doria e a Presidência do PSDB de São Paulo. Foi Superintendente do Sebrae-SP e atualmente é Diretor-técnico do Sebrae-SP 

## Vida e carreira
Vinholi nasceu e cresceu na cidade de São Paulo, onde estudou no Colégio Madre Cabrini e no Colégio Presbiteriano Mackenzie. Cursou o ensino médio na Ocean Township High School, em New Jersey, nos Estados Unidos e se graduou em Administração de empresas pela Pontifícia Universidade Católica de São Paulo (PUC-SP). Tem pós graduação em Inovação e Liderança pela FGV. 
Vinholi começou sua carreira no movimento estudantil, presidindo o Centro Acadêmico Leão XIII da PUC-SP. Já na carreira política, foi coordenador nacional de Empreendedorismo Juvenil, no Ministério do Trabalho e Emprego e diretor do departamento de Políticas de Trabalho e Emprego para a Juventude. Em janeiro de 2017, aos 32 anos, Vinholi assumiu o cargo de deputado estadual pelo Estado de São Paulo representando a região de Catanduva. Foi relator do orçamento do estado no ano de sua estreia, 2017 e também 2018, além da Lei de Diretrizes Orçamentaria 2018. Em seu período como deputado estadual aprovou 5 leis, sendo a criação do conselho estadual da juventude a de maior destaque Em março de 2018, foi eleito, pela bancada do partido, líder do Partido da Social Democracia Brasileira (PSDB) na Assembleia Legislativa de São Paulo (ALESP). Em dezembro de 2018, foi anunciado como novo secretário de Desenvolvimento Regional da gestão do novo governador eleito de São Paulo, João Doria. Em maio de 2019 se tornou o Presidente Estadual mais jovem da história do PSDB São Paulo, com mandato até novembro de 2023.
Marco Vinholi tem mais de 200 títulos de cidadão outorgados por municípios do estado de São Paulo 

## Vida pessoal
Vinholi é filho de Geraldo Vinholi, ex-prefeito de Catanduva (SP) e deputado estadual por quatro vezes.

## Ligações Externas
- Perfil de Marco Vinholina ALESP